# 赫伯特·韋克斯勒
赫伯特·韋克斯勒（英語：Herbert Wechsler，1909年12月4日—2000年4月26日）是美國法律學者，美國法律協會前會長。他所參與編撰之模範刑法典是他所最為人知的成就之一。

## 生平
赫伯特·韋克斯勒16歲時就讀紐約市立學院，1928年畢業，獲得法語學士學位。接下來他進入哥倫比亞法學院，並擔任《哥倫比亞法律評論》的主編，於1931年畢業。 
1940年，赫伯特·韋克斯勒前往華盛頓特區為美國司法部工作。1945年至1946年他在紐倫堡審判中擔任美國法官弗朗西斯·貝弗利·比德尔的首席助理，主要審判納粹戰犯。之後他回到哥倫比亞法學院擔任教授，直到1978年他以榮譽退休教授身分退休。
1963年，赫伯特·韋克斯勒所編著之的模範刑法典獲得出版，該著作出版後不久，他被推舉為美國法律協會會長，此後擔任此職位至1984年。

## 榮譽
赫伯特·韋克斯勒是美國文理科學院的院士及美國哲學會的會士。 